# Zapadni Togo
Zapadni Togo (eng. Western Togoland, fr. Togoland de l'Ouest) nepriznata je samoproglašena država u Istočnoj Gani, u Zapadnoj Africi, koju je proglasila organizacija »Fondation du Groupe d’étude de la Patrie«. Osim same organizacije i drugi politička pokreti žele osamostaliti područje od Gane.
Teritorij Zapadnog Toga graniči s Burkinom Faso na sjeveru, Ganom na zapadu i jugu te Togom na istoku. Površinom mjeri 20 550 km², a ukupno ima 4 milijuna stanovnika. Glavni mu je grad Ho.

## Povijest
Današnji je Zapadni Togo nekada bio dio Togolanda koji je bio protektorat Njemačkog Carstva. Nakon Prvoga svjetskog rata Englezi i Francuzi razdijelili su teritorij među sobom.
Na istoku je 1960. godine Togo proglasio svoju samostalnost od Francuske, međutim Britanski Togo (to jest Zapadni Togo) 1957. godine udružen je sa susjednom Ganom. Narod Ewe, koji je bio većinska etnička zajednica Zapadnog Toga, prigovarao je protiv priključenja Gani.
Po osamostaljenju Gane nastalo je više političkih pokreta koji su se borila različitim načinima za samostalnost Zapadnog Toga. Neki su povremeno vodili i oružane sukobe.

## Proglašenje neovisnosti
Dana 25. rujna 2020. organizacija »Fondation du Groupe d’étude de la Patrie« proglasila je samostalnost i zahtjevala odlazak ganske vojske i policije iz Zapadnog Toga, ali ostali politički pokreti nisu se složili s jednostranom objavom samostalnosti.
Trenutačno traje naoružena buna u Zapadnom Togu među separatistima te ganske vojske i policije.[nedostaje izvor]
Organizacija nezastupljenih nacija i naroda (UNPO) na međunarodnim forumima podupire samostalnost Zapadnog Toga.

## Vanjske poveznice
- Western Togoland: a Secessionist Conflict in the Heart of Ghana Wilson Center
- How can Ghana address calls for independence in Western Togoland? LSE